# 쇼난

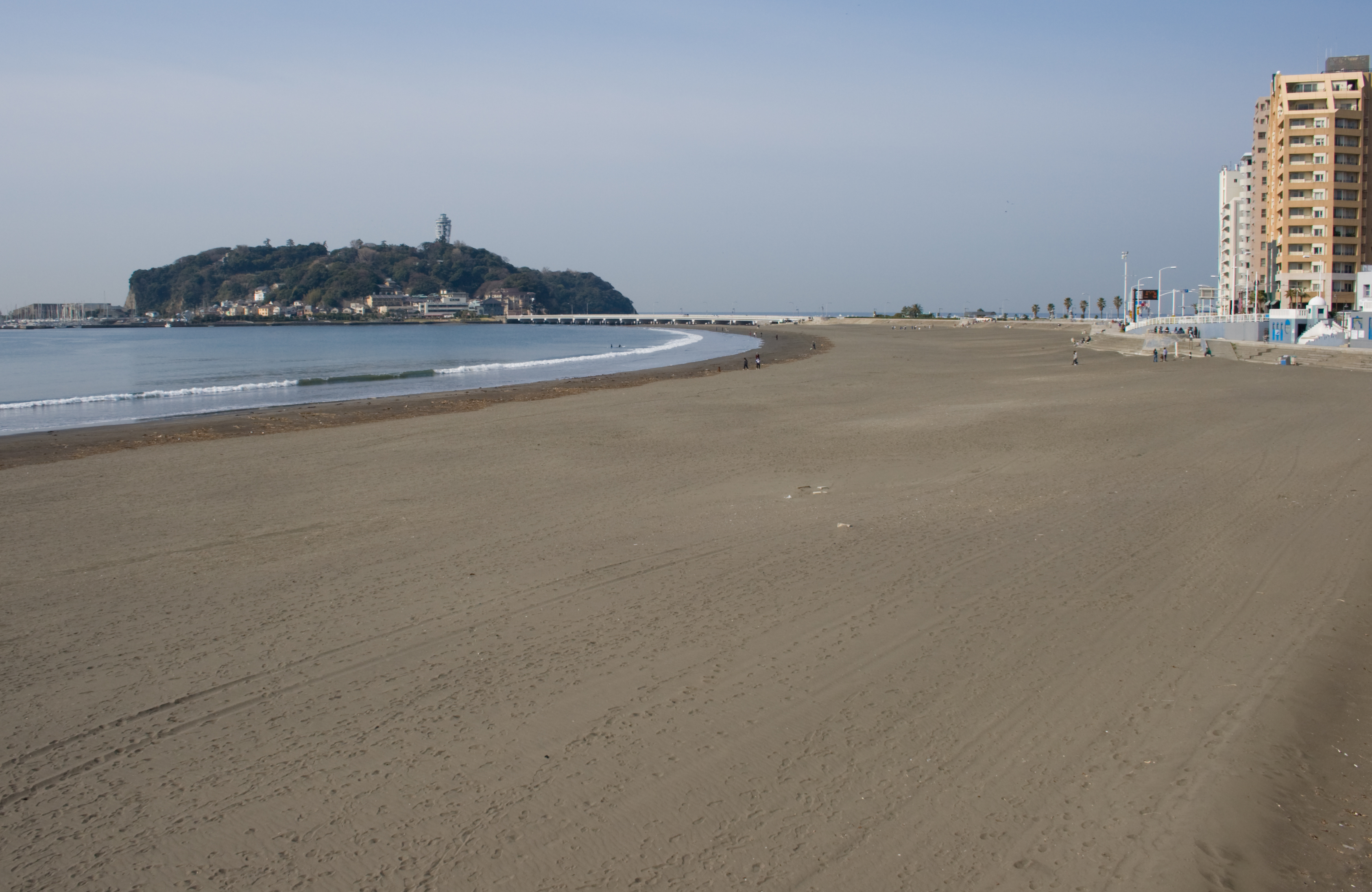
쇼난 해안에서 본 에노시마

쇼난(湘南)은 일본 가나가와현의 사가미 만의 해안을 따라 있는 지방의 이름이다. 도쿄에서 남서쪽으로 약 50km 떨어진 에노섬을 중심으로 쇼난 지방은 가마쿠라시와 히라쓰카시를 포함해 서쪽으로 오이소정부터 동쪽으로 하야마정까지 뻗어있다. 만 덕분에 지방은 온화한 기후와 어두운 화산성 모래가 덮인 긴 해안의 혜택을 입고 있다. 도쿄-요코하마 도시권의 가장자리에 놓여있어 쇼난 지방은 오늘날 파도 타기, 요트와 여러 해양 스포츠들을 위한 휴양지로 각광받고 있다.